# Windows Embedded Industry
Windows Embedded Industry (ранее Windows Embedded POSReady и Windows Embedded for Point of Service) — встраиваемая операционная система для POS-терминалов, киосков, систем самообслуживания. Обладает преимуществами встраиваемых операционных систем Windows Embedded, такими как фильтры защиты от записи, выбор компонентов для установки, блокирование всплывающих окон, скрытие загрузочных экранов, сниженная стоимость лицензии, долгий срок доступности для заказа и т. п. Однако, в отличие от Windows Embedded, Windows Embedded Industry не требует специальных навыков для установки и настройки, а также имеет возможность поставки без предустановленного приложения. Также, как и Windows Embedded Standard, обладает 100%-й совместимостью с приложениями, разработанными для «настольной» Windows.

## Версии
- Windows Embedded for Point of Service (WEPOS) — основана на Windows XP Embedded. Версии: WEPOS v1.0, WEPOS v1.1[8].
- Windows Embedded POSReady 2009 — содержит несколько улучшений по сравнению с Windows Embedded for Point of Service (например, полную локализацию и поддержку XPS)[8].
- Windows Embedded POSReady 7 — основана на Windows 7. Поддерживает новейшие технологии, такие как Multi-Touch, AppLocker, BitLocker, BranchCache и т. п. Существует в 32- и 64-разрядных версиях.
- Windows Embedded 8 Industry — основана на Windows 8. Поддерживает новейшее оборудование, интерфейс Modern apps, Multi-Touch, Windows Store и прочие возможности настольной Windows 8, дополняя их Embedded-возможностями. Существует в версиях Pro (универсальное применение) и Pro Retail (для POS-систем).
- Windows 10 IoT Enterprise for Retail and ThinClient — основана на Windows 10 Enterprise. Основное отличие — план обновлений LTSB (Long Term Servicing Branch), позволяющий полностью отказаться от обновлений в автоматическом режиме (в связи с этим, в этой версии отсутствует браузер Edge и магазин приложений), и возможности по встраиванию. В отличие от предыдущих версий, допускает установку на устройства типа «тонкий клиент». «IoT» обозначает сокращение от Internet of Things (Интернет вещей). Существует в подредакциях «Универсальная» (Enterprise), «Для розничной торговли и тонких клиентов» (for Retail and Thin Clients), «Для планшетных ПК» (for Tablet PC).